# Penelope Aubin
Penelope Aubin (1679 – 1738) fue una novelista y poeta inglesa. Fue hija de Richard Temple y Anne Charleton, y nieta del  filósofo Walter Charleton. Aubin se casó con Abraham Aubin en 1696, pareja con la que tuvo tres hijos: Marie, Abraham y Penélope. Publicó siete novelas entre 1721 y 1728. En 1707 publicó su trabajo de poesía y empezó a escribir novelas en 1721. También realizó traducciones de obras francesas y sirvió como oradora sobre temas morales y sociales. Aubin murió en abril de 1738. Después de su muerte, sus trabajos fueron publicados como A Collection of Entertaining Histories and Novels, Designed to Promote the Cause of Virtue and Honor (Una colección de historias entretenidas y novelas, diseñadas para promover la causa de la virtud y el honor).

## Trabajos

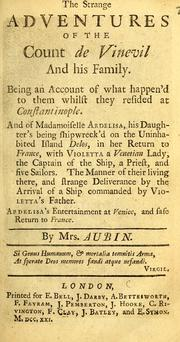
Página inicial de The Strange Adventures of the Count de Vinevil

- The Stuarts : A Pindarique Ode (1707).
- The Extasy: A Pindarick Ode to Her Majesty The Queen (1708).
- The Wellcome : A Poem to his Grace the Duke of Marlborough (1708).
- The Strange Adventures of the Count de Vinevil and His Family (1721).
- The Life of Madam de Beaumount, a French Lady (1721).
- The Life and Amorous Adventures of Lucinda (1721).
- The Doctrine of Morality (1721).
- The Noble Slaves: Or the Lives and Adventures of Two Lords and Two Ladies (1722).
- The Adventures of the Prince of Clermont, and Madam De Ravezan (1722).
- History of Genghizcan the Great (1722).
- The Life of Charlotta Du Pont, an English lady; taken from her own memoirs (1723).
- The Life and Adventures of the Lady Lucy (1726).
- The Illustrious French Lovers (1726).
- The Life and Adventures of The Young Count Albertus, The Son of Count Lewis Augustus, by the Lady Lucy (1728).
- The Life of the Countess de Gondez (1729).
- A Collection of Entertaining Histories and Novels, Designed to Promote the Cause of Virtue and Honor (1739).